# Prinia siwogłowa
Prinia siwogłowa (Prinia cinereocapilla) – gatunek małego ptaka z rodziny chwastówkowatych (Cisticolidae). Występuje w Himalajach (wyspowo w Indiach, Nepalu i Bhutanie). Narażony na wyginięcie.

## Taksonomia
Po raz pierwszy gatunek opisał Frederic Moore w 1854, holotyp pochodził z Nepalu. Moore przydzielił gatunkowi nazwę Prinia cinereocapilla, jest ona obecnie (2020) uznawana przez Międzynarodowy Komitet Ornitologiczny. Prinia siwogłowa jest gatunkiem monotypowym.

## Morfologia
Długość ciała prinii siwogłowej to blisko 11 cm (11–13), a masa ciała – 6–8,5 g. Wymiary szczegółowe: długość skrzydła 43–48 mm, dzioba – 13–15 mm, ogona – 57–67 mm, skoku – 19–21 mm. W sylwetce P. cinereocapilla wyróżniają się krótkie, zaokrąglone skrzydła. Lotki I rzędu przy złożonym skrzydle bardzo nieznacznie wystają za lotki III rzędu. Ogon średniej długości, stopniowany. Dziób jest cienki, czarny i lekko zgięty w dół. Górne partie upierzenia mają kolor soczyście rdzawobrązowy, wyróżnia się szara czapeczka oraz płowordzawe czoło i cienka brew. Kantarek jest czarny, pokrywy uszne popielate. Żółtopłowy (org. fulvous) spód ciała staje się bardziej płowy i ciemniejszy po bokach i z tyłu ciała, na pokrywach podogonowych i w okolicach kloaki.

## Zasięg występowania
Prinia siwogłowa zamieszkuje podnóża Himalajów, od Kaszmiru po Bhutan. W Indiach zasiedla ich północno-zachodnią część – zachodni Uttarakhand, Asam, Bengal Zachodni, a według doniesienia z 2006 także i okolice jeziora Sukhna (na granicy Hariana-Pendżab). Dalej na wschód prinie siwogłowe można znaleźć w Nepalu. Dawniej występowały tam od dystryktu Kanchanpur na zachodzie po Ilam. Obecnie jednak populacja zmalała i zamieszkuje wyłącznie trzy obszary chronione i obszary między nimi (patrz: Status i zagrożenia). Lokalnie ptaki tego gatunku występują w południowym Bhutanie, jednak tamtejsza populacja uchodzi za rzadką.

## Ekologia
Zasiedla gęstą dżunglę i lasy wtórne do wysokości 1600 m n.p.m. (według BirdLife International 2000 m n.p.m.). W dżungli zamieszkuje zakrzewienia i cierniste zarośla rosnące w przecinkach. Można ją także spotkać w lesie sosnowym lub lesie wtórnym z drzewami zrzucającymi liście. W sezonie lęgowym przeważnie przebywa samotnie lub w parach, zimą P. cinereocapilla staje się bardziej towarzyska, często można ją wtedy spotkać w małych grupach, także z innym gatunkiem, prinią śniadą (Prinia hodgsonii). W stosunku do człowieka jest to ptak nieśmiały i nieuchwytny, najchętniej przebywający w gęstych zaroślach. Jest to aktywny ptak, porusza się w gwałtownych ruchach i często zadziera ogon. W stosunku do innych prinii P. cinereocapilla wykazuje większy związek z obszarami leśnymi i zdarza jej się żerować w drzewach. Żywi się owadami.
Prawdopodobnie gnieździ się w okolicach czerwca; w Nepalu samce zaczynają śpiewać już w styczniu, a w kwietniu stwierdzono u niektórych ptaków dobrze rozwiniętą plamę lęgową. Brak potwierdzonych doniesień o znalezieniu gniazda oraz informacji o ptakach młodocianych.

## Status i zagrożenia
IUCN uznaje prinię szarogłową za gatunek narażony na wyginięcie (VU, Vulnerable) od 2000 roku. Wcześniej, w 1994 otrzymała klasyfikację gatunek bliski zagrożenia (NT, Near Threatened), a w 1988 – gatunek najmniejszej troski (LC, Least Concern). Zagrożenie dla tego gatunku chwastówki stanowi utrata środowiska – zakrzewionych obszarów trawiastych i otwartych lasów przez rozwój rolnictwa, wycinanie drzew pod rozpałkę, nadmierny wypas bydła oraz zbieranie trawy celem zrobienia z niej słomy na pokrycie dachu. W Nepalu prinia siwogłowa występuje w PN Ćitwan, przyległych obszarach Rezerwatu Dzikiej Przyrody Parsa oraz PN Bardia i strefach między wspomnianymi obszarami chronionymi. BirdLife International wskazuje 20 ostoi ptaków IBA, w których można spotkać przedstawicieli P. cinereocapilla; 6 z nich znajduje się w Bhutanie (m.in. PN Tʽrumsingla), 9 w Indiach (m.in. PN Manas), pozostałe 5 w Nepalu.